# 第1空輸特戦旅団
第1空輸特戦旅団（朝鮮語: 제1공수특전여단、英語: 1st Special Forces Brigade (Airborne)）は、大韓民国陸軍の旅団の一つ。通称「イーグル部隊」（독수리부대）。
大韓民国陸軍における特殊作戦部隊の先駆けとなった部隊として知られる。現在は特殊戦司令部麾下部隊の一つとなっており、第1・2・3・5特戦大隊を傘下に持つ。

## 歴史
この部隊の前身は朝鮮戦争中に活動していたKLO部隊（韓国連絡所）にさかのぼる。停戦後、これらの偵察およびゲリラ部隊のメンバーが韓国陸軍に編入され、1958年4月1日に第1戦闘団（コードネーム「7725部隊」）として設立された。初代団長は白文吾（ペク・ムンオ）大佐である。同年4月15日、第1戦闘団は日本の沖縄に派遣され、米陸軍第1特殊部隊グループの下で空挺訓練および特殊作戦教育を受けた。同年10月、この部隊は第1空輸特戦団に改称された。
創設初期に第1空輸特戦団で勤務した主な将校には、車智澈（チャ・ジチョル）、全斗煥（チョン・ドゥファン）、崔世昌（チェ・セチャン）、張基梧（チャン・ギオ）らがいる。

## 主な活動
- 1961年5月16日：朴致玉（パク・チオク）大佐率いる第1空輸特戦団が、第2軍副司令官である朴正熙（パク・チョンヒ）少将による５16軍事クーデターに参加。
- 1960年代：第1空輸特戦団は、首都師団と第9師団に編入され、師団直属の空挺兵としてベトナム戦争に参加[2]。
- 1969年8月18日：第1空輸特戦団は東海警備司令部の第1、2ゲリラ旅団とともに、新設された特殊戦司令部に編入。
- 1972年9月：旅団規模に昇格し、第1空輸特戦旅団に改称。
- 1979年12月12日：ハナフェのメンバーである朴熙道（パク・ヒド）准将の指揮下で粛軍クーデターに参加し、陸軍本部と国防部を武力で占拠[3]。
- 2024年12月3日：尹錫悦大統領が戒厳令を発令し、第1空輸特戦旅団が戒厳部隊の一部として国会を封鎖[4]。